# لويس إف. ألفاريز
لويس إف. ألفاريز (بالإسبانية: Luis F. Álvarez)‏ هو مخترع وطبيب إسباني، ولد في 4 يناير 1853 في Maecina ‏ في إسبانيا، وتوفي في 24 مايو 1937 بسبب ذات الرئة.